# Lille Vera
Lille Vera (russisk: Ма́ленькая Ве́ра) er en sovjetisk spillefilm fra 1988 af Vasilij Pitjul.

## Medvirkende
- Natalja Negoda – Vera
- Andrej Sokolov – Sergej
- Jurij Nazarov – Kolja
- Ljudmila Zajtseva – Rita
- Aleksandra Tabakova – Lenka Tjistjakova